# Burgerlijk Wetboek (Zwitserland)
Het Zwitsers Burgerlijk Wetboek (Frans: Code civil suisse, Duits: Schweizerisches Zivilgesetzbuch, Italiaans: Codice civile svizzero) van 10 december 1907 omvat de codificatie van de voornaamste wetgevende normen van het Zwitsers burgerlijk recht.
Het Zwitsers Burgerlijk Wetboek werd door de Bondsvergadering aangenomen op 10 december 1907 en trad op 1 januari 1912 in werking. Het opstellen van dit wetboek is een werk van lange adem geweest, daar deze een hergroepering uitmaakt van de verschillende kantonale burgerlijke wetboeken.
Het Zwitsers Burgerlijk Wetboek werd opgesteld door de Duitstalige Zwitserse jurist Eugen Huber in opdracht van de Bondsraad. Nadien werd het wetboek vertaald in het Frans door Virgile Rossel in het Italiaans door Brenno Bertoni.
Het Burgerlijk Wetboek is voornamelijk gebaseerd op het Duitse Bürgerliches Gesetzbuch van 1896 en de Franse Code civil van 1804. Op zijn beurt heeft het Zwitsers Burgerlijk Wetboek invloed gehad op de burgerlijke wetboeken van onder meer Turkije en Peru. Sinds 1912 heeft het Burgerlijk Wetboek een veertigtal wijzigingen ondergaan.
Het Burgerlijk Wetboek bestaat uit volgende vijf boeken:
- boek 1: Personenrecht;
- boek 2: Familierecht;
- boek 3: Erfrecht;
- boek 4: Zakenrecht;
- boek 5: overgangsbepalingen.

Het Zwitsers Wetboek van Verbintenissen wordt als een vijfde boek beschouwd van het Zwitsers Burgerlijk Wetboek.